# Хідео Очі
Хідео Очі (яп. 越智 秀男, нар. 29 лютого 1940, Сайдзьо, Японія) — японський майстер карате стилю Сьотокан, володар 9-го дана JKA, багаторазовий чемпіон Японії в ката та куміте, головний інструктор JKA Європи та засновник Німецької федерації карате DJKB. Відомий своєю педагогічною майстерністю, скромністю та значним внеском у розвиток традиційного карате в Європі.

## Біографія

### Ранні роки та освіта
Хідео Очі народився 29 лютого 1940 року в місті Сайдзьо, префектура Ехіме, Японія. У віці 14 років він почав займатися карате. Під час навчання на економічному факультеті університету Такусюку в Токіо, Очі активно тренувався у складі університетської команди з карате, де здобув перші серйозні змагальні успіхи. У 1962 році він завершив чотирирічне навчання та вступив до елітної інструкторської програми JKA, яку успішно закінчив у 1964 році, ставши одним із чотирьох випускників свого набору.

### Спортивна кар'єра
З 1965 по 1969 рік Очі здобув численні перемоги на Всеяпонських чемпіонатах JKA, ставши абсолютним чемпіоном у ката та куміте:
- 1965 — 3-тє місце в куміте, 2-ге місце в ката
- 1966 — 1-ше місце в ката та куміте
- 1967 — 1-ше місце в куміте, 2-ге місце в ката
- 1968 — 2-ге місце в куміте, 3-тє місце в ката
- 1969 — 1-ше місце в ката, 3-тє місце в куміте

У 1978 році, вже після переїзду до Німеччини, він знову здобув 1-ше місце в ката на національному чемпіонаті Японії.

### Діяльність у Німеччині
У 1970 році, за рекомендацією Масатоші Накаями, Очі був направлений до Німеччини для заміни Хірокадзу Канадзави на посаді головного тренера національної збірної. Під його керівництвом команда Німеччини тричі ставала чемпіоном Європи (1971, 1972, 1975) та чотири рази — чемпіоном світу за версією IAKF (1975, 1977, 1980, 1983).
У 1993 році Очі заснував Німецьку федерацію карате DJKB (нім. Deutscher JKA-Karate Bund), щоб зберегти традиційні цінності карате Сьотокан у Німеччині.

### Визнання та нагороди
У 1997 році Хідео Очі отримав Орден «За заслуги перед Федеративною Республікою Німеччина» за внесок у розвиток спорту, зміцнення німецько-японських відносин та благодійну діяльність.
У 2016 році йому було присвоєно 9-й дан JKA.

## Внесок у розвиток карате
Хідео Очі є одним із найвпливовіших майстрів карате Сьотокан у світі. Його методика викладання поєднує технічну досконалість із глибоким розумінням філософії бойових мистецтв. Він регулярно проводить семінари в Європі, США та інших країнах, сприяючи популяризації традиційного карате.

## Особисте життя
Очі проживає в місті Ботроп, Німеччина, де продовжує активну тренерську діяльність. Відомий своєю скромністю, відкритістю та глибокою відданістю учням. У 2011 році він подарував свій зношений чорний пояс юному каратисту з Венесуели, який попросив фото на день народження, демонструючи свою людяність та щедрість.